# 5. ročník udílení Zlatých glóbů
5. ročník udílení Zlatých glóbů se konal 10. března 1948 v hotelu Roosevelt v Hollywoodu, Kalifornie. Jako předešlé ročníky, ani tentokrát Asociace zahraničních novinářů v Hollywoodu neuvedla nominace, ale jenom vítěze za předešlý rok. Poprvé se udělil Zlatý glóbus v dodnes existujících kategoriích Nejlepší scénář a Nejlepší hudba. Dále se začaly oceňovat počiny, které dnes už neexistují (kamera, objev roku pro herce a herečky, mladistvý herecký výkon).

## Vítězové
Nejlepší film
- Džentlemanská dohoda

Nejlepší režie
- Elia Kazan – Džentlemanská dohoda

Nejlepší herečka
- Rosalind Russell – Mourning Becomes Electra

Nejlepší herec
- Ronald Colman – Dvojí život

Nejlepší herečka ve vedlejší roli
- Celeste Holm – Džentlemanská dohoda

Nejlepší herec ve vedlejší roli
- Edmund Gwenn – Zázrak v New Yorku

Nejlepší scénář
- George Seaton – Zázrak v New Yorku

Nejlepší hudba
- Max Steiner – Life With Father

Objev roku – herec
- Richard Widmark – Polibek smrti

Objev roku – herečka
- Lois Maxwell – That Hagen Girl

Nejlepší kamera
- Jack Cardiff – Černý narcis

Mladistvý herecký výkon
- Dean Stockwell – Džentlemanská dohoda

Zvláštní cena za prosazování významu obrazovky
- Walt Disney – Bambi[2]